# 崑岛省
崑島省（越南语：／）是越南從1975年到1976年期間短暂存在的省份，現隶属巴地頭頓省。
1975年5月，越南南方共和国临时革命政府夺取政权，在昆仑群岛新设崑島省。1976年7月，越南統一。同年9月，越南政府撤銷崑島省，崑島省改制為崑島縣，劃歸胡志明市管辖。
此後，崑島縣先後隸屬后江省和頭頓-崑島特區，今日為巴地頭頓省下轄的一個島縣。